# آی-آی
آی-آی (نام علمی: Daubentonia madagascariensis) نام نوعی میمون پوزه‌دار است.

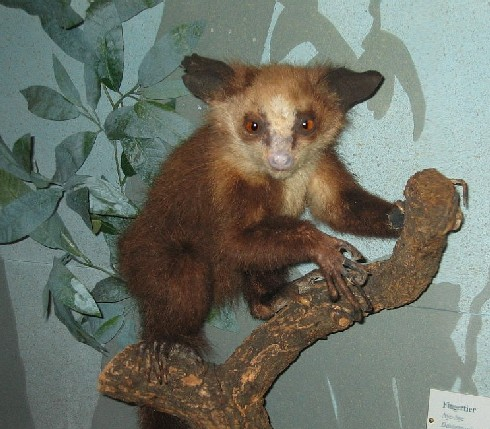
میمون آی آی

این پستاندار از راسته خیس بینیان است و در جنگل‌های ماداگاسکار زندگی میکند .غذای این جانور حشراتی هستند که چوب‌ها را سوراخ می‌کنند. این جانور دارای یک انگشت بلند است که به وسیلهٔ آن و با ضربه زدن به پوست درختان از وجود کرم‌ها و حشرات زیر پوست درخت آگاه شده و جالب‌تر اینکه به وسیلهٔ همین انگشت مخصوص که بیشتر شبیه یک تکه چوب خشک چنگک مانند است، لارو حشرات و کرم‌ها را از زیر پوست درختان بیرون کشیده و از آن‌ها تغذیه می‌کند.